# Малкови
Ма́лкови (рос. Малковы) — присілок у складі Орловського району Кіровської області, Росія. Входить до складу Орловського сільського поселення.
Населення становить 8 осіб (2010, 17 у 2002).
Національний склад станом на 2002 рік — росіяни 100 %.